# Dol, Postira
Dol je naselje otoku Brač, ki upravno spada v občino Postira/Postira oz. Splitsko-dalmatinsko županijo.

## Lega
Dol, ki je z lokalno cesto povezan s Postiro, leži okoli 3 km južno od občinskega središča na nadmorski višini od 100 do 130 mnm.

## Znamenitosti
- Cerkvica sv. Petra iz 14. stoletja, v katerega zvoniku je najstarejši zvon na Braču
- Crkvica sv. Mihovila iz 11. stoletja, v katero je vhod  napravljen iz delov starorimskega sarkofaga, a notranjost pa je ukrašena s slikami.[1]

## Demografija
| Pregled števila prebivalcev po letih | Pregled števila prebivalcev po letih | Pregled števila prebivalcev po letih | Pregled števila prebivalcev po letih | Pregled števila prebivalcev po letih | Pregled števila prebivalcev po letih | Pregled števila prebivalcev po letih | Pregled števila prebivalcev po letih | Pregled števila prebivalcev po letih | Pregled števila prebivalcev po letih | Pregled števila prebivalcev po letih | Pregled števila prebivalcev po letih | Pregled števila prebivalcev po letih | Pregled števila prebivalcev po letih | Pregled števila prebivalcev po letih | Pregled števila prebivalcev po letih |
| ------------------------------------ | ------------------------------------ | ------------------------------------ | ------------------------------------ | ------------------------------------ | ------------------------------------ | ------------------------------------ | ------------------------------------ | ------------------------------------ | ------------------------------------ | ------------------------------------ | ------------------------------------ | ------------------------------------ | ------------------------------------ | ------------------------------------ | ------------------------------------ |
| 1857                                 | 1869                                 | 1880                                 | 1890                                 | 1900                                 | 1910                                 | 1921                                 | 1931                                 | 1948                                 | 1953                                 | 1961                                 | 1971                                 | 1981                                 | 1991                                 | 2001                                 | 2011                                 |
| 478                                  | 586                                  | 670                                  | 686                                  | 718                                  | 715                                  | 0                                    | 457                                  | 435                                  | 443                                  | 428                                  | 330                                  | 227                                  | 208                                  | 178                                  | 130                                  |